# ريتشارد دير
ريتشارد دير (بالإنجليزية: Richard Derr)‏ هو ممثل أمريكي، ولد في 15 يونيو 1918 في نوريستاون ‏ في الولايات المتحدة، وتوفي في 8 مايو 1992 في سانتا مونيكا في الولايات المتحدة بسبب سرطان البنكرياس. من الجوائز التي نالها جائزة المسرح العالمي سنة 1949.

## أعمال

### أفلام
- (1948) جان دارك
- (1982) فايرفوكس[5]

## جوائز
- جائزة المسرح العالمي (1949)

## وصلات خارجية
- ريتشارد دير على موقع IMDb (الإنجليزية)
- ريتشارد دير على موقع ألو سيني (الفرنسية)
- ريتشارد دير على موقع أول موفي (الإنجليزية)
- ريتشارد دير على موقع قاعدة بيانات برودواي على الإنترنت (الإنجليزية)
- ريتشارد دير على موقع قاعدة بيانات الأفلام السويدية (السويدية)
- ريتشارد دير على موقع إن إن دي بي (الإنجليزية)
- ريتشارد دير على موقع قاعدة بيانات الفيلم (الإنجليزية)
- ريتشارد دير على موقع كينوبويسك (الروسية)